# Chuy
Chuy ist eine Kleinstadt im südamerikanischen Staat Uruguay.

## Geographie, Wirtschaft, Infrastruktur
Chuy liegt im Osten des Landes im Departamento Rocha unmittelbar in der Grenze zu Brasilien. Zusammen mit der im brasilianischen Bundesstaat Rio Grande do Sul gelegenen etwas kleineren Gemeinde Chuí bildet sie eine Grenzstadt mit entsprechend regem Handel. Die Fernstraße Ruta 9 von Montevideo ins brasilianische Rio Grande führt durch die Stadt und wird an der Grenze zur BR-471. Auf der Grenze zwischen beiden Ortsteilen verläuft die Straße Calle Internacional, die zur einen Hälfte zu Uruguay (Avenida Brasil) und zur anderen zu Brasilien (Avenida Uruguai) gehört. Chuy liegt nur etwa 15 km vom Atlantischen Ozean entfernt; im nördlichen Hinterland befindet sich in ähnlicher Entfernung die Lagoa Mirim. Der Tourismus stellt neben dem Handel das zweite wirtschaftliche Standbein der Stadt dar. Zahlreiche Duty-Free-Shops bieten brasilianischen Reisenden Spirituosen, Kosmetika, Kleidung, Luxusartikel u. ä. an. Außerdem besteht im uruguayischen Chuy ein Spielcasino; auf der brasilianischen Seite ist Glücksspiel nicht erlaubt.

## Geschichte
Der Name Chuy entstammt nach Ansicht der meisten Experten den Tupí-Guaraní-Sprachen, die bereits in der Zeit vor der europäischen Entdeckung und Besiedlung in der Region gesprochen wurden. Er bezeichnete zunächst nur den kleinen Bach (Arroyo Chuy), an dessen Ufern später die Ortschaft entstand. In den vergangenen Jahren haben Anthropologen in der Umgebung verschiedene Grabstellen und andere Zeugnisse einer frühen, relativ hoch entwickelten Kultur, deren Angehörige die Gegend um das Jahr 500 v. Chr. bewohnten, entdeckt. Sie lebten unter anderem von der Jagd und vom Fischfang im Atlantik und den nahen Lagunen und beherrschten bereits die Töpferei.
Im Februar oder März 1502 passierte erstmals eine Expedition unter Amerigo Vespucci die Mündung des Arroyo Chuy; sie erforschte im Auftrag der portugiesischen Krone die bis dahin völlig unbekannte Küste Südamerikas (die in diesem Bereich laut dem Vertrag von Tordesillas aus dem Jahr 1494 Spanien zustand). Eine dauerhafte Ansiedlung von europäischen Siedlern in der Region sollte aber erst viel später beginnen. Zu Beginn des 17. Jahrhunderts wurde in Uruguay die Viehzucht eingeführt und in den folgenden Jahrzehnten gründeten Portugal und Spanien zur Wahrung ihrer Interessen mehrere Städte und Festungen in der Region. Durch die Verträge von Madrid (1750) und San Ildefonso (1777) steckten Portugal und Spanien endgültig die gegenseitige Grenze ihrer kolonialen Besitzungen in Südamerika ab; die Gegend von Chuy wurde somit Grenzland. Um das Jahr 1751 herum ließ der Gouverneur von Montevideo entlang der Grenze zu Brasilien an strategischen Orten diverse militärische Grenzposten errichten, einer von ihnen war La guardia del Chuy. Auch die portugiesische Seite richtete einen Wachposten am Chuy ein. Zu den wichtigsten Funktionen der Grenzstationen zählten in dieser Zeit die Bekämpfung des Schmuggels sowie die Sicherheit der Siedler und der Reisenden in der Region.
Einige Jahre nach der Gründung des Grenzpostens ließen sich erstmals auch zivile Bewohner bei der Militärstation nieder; eine Landkarte von 1775 zeigt Chuy erstmals als Ortschaft. Während des 19. Jahrhunderts gewann die Viehzucht in der Region weiter an Bedeutung und es entstanden sowohl auf der uruguayischen als auch auf der brasilianischen Seite der Grenze neue Estancias. Die intensivere Nutzung und dichtere Besiedlung der Gegend führte dazu, dass Mitte des Jahrhunderts die Staatsgrenze im Bereich von Chuy zum ersten Mal exakt vermessen und durch Grenzsteine markiert wurde. Eine erstmals in einem Plan von 1861 verzeichnete Gemischtwarenhandlung (pulpería) begründet Chuys bis heute bestehende Tradition als Handelsort. Auch der Import von Waren aus Brasilien durch örtliche Kaufleute gewann in den nächsten Jahren immer mehr an Bedeutung. Die Gründung einer ersten Schule in dieser Zeit unterstreicht die zunehmende zentralörtliche Funktion Chuys. Ab 1872 führte eine Telegrafenleitung zwischen Montevideo und Brasilien durch den Ort. 1879 erhielt Chuy ein Gericht und im darauf folgenden Jahr ein Zollamt. Im Jahr 1888 wurde die wachsende Ortschaft schließlich von den übergeordneten Behörden offiziell zur Gemeinde erhoben.
Nachdem die Entwicklung Chuys im frühen 20. Jahrhundert zeitweise stagniert hatte, entstanden in den 1930er-Jahren wieder diverse Neubauten, darunter auch die erste Tankstelle des Ortes, die die zunehmende Zahl durchreisender und ortsansässiger Autofahrer versorgte. Auch über eine eigene Lokalzeitung und eine Poliklinik verfügte Chuy in dieser Zeit. Damals gewann auch der Tourismus langsam an Bedeutung; Chuy war schon an das Busnetz angeschlossen und diente als Tor zu den Stränden an der nahen Atlantikküste. Im Jahr 1936 lebten offiziellen Unterlagen zufolge etwa 1300 Menschen in der Gemeinde. Mitte der 1940er-Jahre wurde die Fernstraße (Ruta 9) von Montevideo nach Chuy fertiggestellt; von da an fuhren täglich Busse von der Hauptstadt in den Grenzort und umgekehrt. Wichtige Marksteine der Entwicklung in den 1950er-Jahren waren der Bau des öffentlichen Trinkwassernetzes und die Gründung eines Gymnasiums sowie die Errichtung einer katholischen Kapelle; 1956 zählte Chuy bereits 2500 Einwohner. Eine weitere Etappe der dynamischen Entwicklung des Ortes stellte die Erhebung zur Marktgemeinde im Jahr 1961 dar. Seit den 1960er Jahren siedelten sich verstärkt arabische und asiatische Händler in Chuy an; sie sind mittlerweile ein wichtiger Faktor in der örtlichen Wirtschaft.

## Stadtverwaltung
Bürgermeisterin (Alcaldesa) von Chuy ist Mary Urse.

## Einwohner
Ihre Einwohnerzahl betrug im Jahr 2011 bei der letzten Volkszählung 9.675, davon waren 4.608 männliche und 5.067 weibliche Einwohner.
| Jahr | Einwohner |
| ---- | --------- |
| 1963 | 2.881     |
| 1975 | 4.521     |
| 1985 | 8.257     |
| 1996 | 9.804     |
| 2004 | 10.401    |
| 2011 | 9.675     |

Quelle:

## Söhne und Töchter der Stadt
- Lucas Rodríguez (* 1993), Fußballspieler